# 東海艦隊
東海艦隊（とうかいかんたい、簡体字中国語: 东海舰队、英語: East Sea Fleet（ESF））あるいは、東部戦区海軍（とうぶせんくかいぐん、簡体字中国語: 东部战区海军、英語: Eastern Theater Command Navy）、は、1949年4月23日に結成された中華人民共和国初の海軍部隊で、中国人民解放軍海軍三大艦隊の一つ。

## 概要
当初本拠地は上海にあったが、後に中国人民解放軍海軍への編入に伴って司令部を浙江省寧波市に移した。旗艦は駆逐艦150「長春」。主な任務は台湾海峡、連雲港より南の東シナ海と黄海の防衛。
1955年1月14日に中国人民解放軍が当時中華民国軍の手にあった江山島に侵攻した際に、海からの支援を行った。中華民国軍と数々の戦闘を繰り広げ、後には主として1980年代に起こったベトナム人民軍との戦闘で南海艦隊と共に戦った。
東海艦隊は起こるであろう中国政府の台湾侵攻で重要な役割を持ち、人民解放軍陸軍の上陸作戦を効果的にサポートするのが同艦隊の最重要任務の1つであるとされている。ロシアから購入した近代的なソヴレメンヌイ級駆逐艦の2隻編入（2006年末までにさらに2隻）、キロ型潜水艦4隻編入を始め戦力の増強が目立つ。
2009年10月よりソマリア沖での海賊対策商戦護衛任務に「馬鞍山」「温州」を派遣している。
東海艦隊の司令員（司令長官）は、南京軍区の副司令員を兼任する。

## 司令部
- 司令員：蘇支前
- 政治委員：王華勇

### 歴代司令員
- 旧（華東軍区海軍時期）司令員

1. 張愛萍上将，1949年4月23日 - 1951年1月；
2. 袁也烈海軍少将，1951年1月 - 1952年10月；
3. 陶勇海軍中将，1952年10月 - 1955年10月；

- 現（東海艦隊）司令員

1. 陶勇海軍中将 1955年10月 - 1967年1月
2. 劉浩天海軍中将 1969年2月 - 1975年8月
3. 馬竜海軍少将 1975年8月 - 1977年3月
4. 鄭国仲海軍少将 1977年4月 - 1981年3月
5. 謝正浩海軍少将 1982年1月 - 1985年7月
6. 聶奎聚海軍中将 1985年8月 - 1992年7月
7. 曲振侔海軍中将 1993年1月 - 1993年12月
8. 楊玉書海軍中将 1993年12月 - 1999年12月
9. 趙国均海軍中将 1999年12月 - 2006年08月
10. 徐洪猛海軍中将 2006年8月 - 2009年12月
11. 杜景臣海軍少将 2009年12月 - 2010年12月
12. 蘇支前海軍中将 2010年12月 -

### 歴代政治委員
- 旧（華東軍区海軍時期）政治委員

1. 張愛萍
2. 袁也烈
3. 趙啓民
4. 康志強

- 現（東海艦隊）政治委員

1. 康志強
2. 劉浩天
3. 戴潤生
4. 方正平
5. 黄忠学
6. 張文華
7. 連耀廷
8. 岳海岩
9. 劉衛東
10. 徐建中
11. 岑旭
12. 丁海春
13. 王華勇

## 編成
- 海軍東海艦隊司令部 - 浙江寧波
- 海軍寧波舟山基地（水上艦艇主力）
  - 作戦支援支隊-海難救助船大隊、偵測船大隊、勤務船大隊
- 海軍上海基地（揚陸艦艇主力）
- 海軍象山基地（通常動力潜水艦主力）
- 海軍大榭島基地（通常動力潜水艦主力）
- 海軍厦門基地（高速艇主力）

- 海軍東海艦隊航空兵 - 浙江寧波
  - 安徽肥東航空基地-第10飛行団　
  - 浙江路橋航空基地-第12飛行団
  - 上海大場航空基地-第16飛行団
  - 常州奔牛航空基地-第17飛行団
  - 浙江義烏航空基地-第18飛行団
  - 江北庄橋航空基地-海航独立第4団（艦載機部隊）

## 艦隊所属艦

### 駆逐艦
旅洋III型(052D型)
- 太原(131) - 2018年11月就役
- 廈門(154) - 2017年6月就役
- 南京(155) - 2018年4月就役
- 淄博(156) - 2020年1月就役

旅洋II型駆逐艦(052C型)
- 長春(150) - 2013年1月就役
- 鄭州(151) - 2013年12月就役
- 済南(152) - 2014年12月就役
- 西安(153) - 2015年2月就役

ソヴレメンヌイ級駆逐艦(956型)
- 杭州(136) - 1999年12月就役
- 福州(137) - 2001年1月就役
- 泰州(138) - 2005年12月就役
- 寧波(139) - 2006年就役

### フリゲート
江衛型フリゲート
江衛II型(053H3型)
- 三明(524) - 1999年10月就役
- 莆田(523) - 1999年11月就役
- 洛陽(527) - 2005年就役
- 綿陽(528) - 2005年就役

江凱型フリゲート
江凱I型(054型)
- 馬鞍山(525) - 2005年2月就役
- 温州(526) - 2005年9月就役

江凱II型(054A型)
- 舟山(529) - 2008年1月就役
- 徐州(530) - 2008年1月就役
- 益陽(548) - 2010年10月就役
- 常州(549) - 2011年5月就役
- 黄岡(577) - 2015年1月就役
- 揚州(578) - 2015年9月就役
- 荊州(532) - 2016年1月就役
- 湘潭(531) - 2016年2月就役
- 浜州(515) - 2016年12月就役
- 安陽(599) - 2018年4月就役
- 南通(601) - 2018年12月就役

### 通常型潜水艦
キロ型潜水艦(877EKM型)
- 遠征64号(364) - 1994年就役
- 遠征65号(365) - 1995年就役

改キロ型潜水艦(636/636M型)
- 遠征66号(366) - 1997年就役
- 遠征67号(367) - 1998年就役
- 遠征68号(368) - 2004年就役
- 遠征69号(369) - 2005年就役
- 遠征74号(374) - 2006年就役
- 遠征75号(375) - 2006年就役

宋型潜水艦(039型)
- 遠征20号(320) - 1999年6月就役
- 遠征21号(321) - 2001年4月就役
- 遠征22号(322) - 2001年12月就役
- 遠征23号(323) - 2003年11月就役
- 遠征24号(324) - 2005年就役
- 遠征25号(325)
- 遠征26号(326)
- 遠征27号(327)
- 遠征28号(328)
- 遠征29号(329)

### 潜水艦支援艦
大済(ダージー)型潜水艦支援母艦(920型)
- 920 - 1963年～65年建造

大東(ダードン)型近海潜水艦救難艦(946A型)
- 東救304 -1986年引渡

大捞(ダーラン)型潜水艦救難艦(922-III型)
- 東救332 - 1980年代後期就役

大江(ダージャン)型潜水艦救難艦(925型)
- 崇明島(862) - 1970年代中期就役

### 戦車揚陸艦
玉坎型揚陸艦(072型)
- 雲台山(927) - 1978年就役
- 五峰山(928) - 1980年就役
- 紫金山(929) - 1982年就役
- 霊岩山(930) -
- 洞庭山(931) -
- 賀蘭山(932) -
- 六盤山(933) - 1995年就役

玉亭型揚陸艦
玉亭-I型揚陸艦(072II型)
- 雁蕩山(908) - 1997年1月就役
- 九華山(909) - 2000年4月就役
- 黄崗山(910) - 2001年12月就役
- 普陀山(939) - 2000年8月就役
- 天台山(940) - 2002年4月就役

玉亭-II型揚陸艦(072III型)
- 八仙山(913) - 2003年10月就役

運輸型揚陸艦(073A型)
- 嵊山(941) - 2004年就役
- 魯山(942) - 2004年就役
- 蒙山(943) - 2004年就役
- 玉山(944) - 2004年就役

### 中型揚陸艦
玉海型揚陸艦(074型)
- 3229
- 3244

玉北型揚陸艦(074A型)
- 2332 - 2004年就役
- 3233 - 2004年就役
- 3235 - 2005年就役
- (不明) - 2005年就役

### 補給艦
福清(フーチン)型補給艦
- 鄱陽湖(882) - 1979年就役

福池(フーチー)型補給艦(903型)
- 千島湖(886) - 2004年4月就役

### 情報収集艦
東調級情報収集艦
- 北極星号(851) - 1999年就役